# Еберхард I фон Зайн
Еберхард I фон Зайн (на немски: Eberhard I von Sayn); † 1176) е граф на графство Зайн (1139 – 1176).

## Произход
Той е син на граф Ембрихо II фон Диц († пр. 1145) и съпругата му Демудис фон Лауренбург, дъщеря на Дудо-Хайнрих фон Лауренбург-Идщайн. По-голям брат е на Хайнрих II († 1189, граф на графство Диц.

## Фамилия
Еберхард I се жени за Кунигунда фон Изенбург и има децата:
- Хайнрих II (1176 – 1203), граф на Зайн, женен за Агнес фон Зафенберг (1173 – 1200)
- Еберхард II фон Зайн (1176 – 1202)
- Бруно фон Зайн (* ок. 1182; † 2 ноември 1208), архиепископ на Кьолн (1205 – 1208).
- Герлах (1202 – 1222), пробст в Зифлих
- Агата, омъжена за Лудвиг фон Лоон?